# 長嶋清幸
長嶋 清幸（ながしま きよゆき、1961年11月12日 - ）は、静岡県小笠郡浜岡町（現：御前崎市）出身の元プロ野球選手（外野手）・コーチ、解説者。
日本プロ野球史上、初めて背番号0をつけた人物である。

## 概説

### プロ入り前
小学生時代に投手として静岡県大会で準優勝し、浜岡町立浜岡中学校時代は一塁手となるも、自動車工業高では外野手兼投手となり4番を打った。
2年次の1978年、練習試合を見に来ていた広島の木庭教スカウトが、予告本塁打を打った長嶋の打撃力に目を留めた。当時長嶋は阪神ファンであり、阪神の田丸仁スカウトも目を付け、3年次の1979年夏に田丸が自宅を訪問。下位指名の予定を伝えたが、阪神からのドラフト指名は無く、翌日も連絡がない間に、広島、南海から獲得意向の連絡があり、連絡翌日に自宅を訪れた木庭が両親を説き伏せ、仮契約を済ませた。この時、阪神は岡田彰布との交渉に手間取り、長嶋への連絡が遅れ、広島に先を越された田丸は悔しがった。
結局、同年オフにドラフト外で広島東洋カープへ入団。

### プロ入り後
1980年に一軍デビューを果たす。
1982年には右翼手、左翼手として40試合に先発出場。
1983年に背番号をそれまでの66から日本プロ野球の公式戦出場選手で初めて0に変更。同年は開幕から6番打者に起用され全130試合に出場し、打率.295（リーグ17位）・13本塁打を記録してダイヤモンドグラブ賞を獲得。監督の古葉竹識は「コンパクトなスイングで鋭い打球を放ち、足が速い、肩も強い」と述べ、ベテランの域に達した山本浩二を左翼手に回し、中堅手のレギュラーに定着。
1984年には9月15日と翌16日には巨人の西本聖と江川卓から、2日連続サヨナラ本塁打を放ち勢いに乗ったチームはリーグ優勝を果たす。阪急との日本シリーズでは衣笠祥雄、山本の後の5番で起用され、第1戦の8回裏に同試合決勝打となる山田久志から逆転2ラン、第3戦の2回表には佐藤義則から満塁本塁打、第7戦は6回裏には山田から同点本塁打を放つなど、7試合で27打数9安打、打率.333、3本塁打、10打点の活躍で日本一に貢献し、日本シリーズMVPに輝いた。
1986年10月12日のリーグ優勝決定試合のヤクルト戦では、1回表に尾花高夫から満塁本塁打を放つなど、5打数4安打7打点を挙げ、日本シリーズで対戦が決まっていた西武ライオンズの監督森祇晶が「（打ちすぎて）参考にならん」と言うほど、異常な勝負強さを誇った。同年の日本シリーズでは第6戦の6回に渡辺久信からソロ、第7戦の6回に松沼博久からソロ本塁打を放つも、3勝4敗1分で敗れ、最終戦となった8戦目では工藤公康にショートゴロに打ち取られ最後の打者になっている。
1990年にはルーキーの前田智徳ら若手の台頭や、挨拶が無いなど前田の態度を𠮟責したことがフロントの逆鱗に触れたこと、山本浩二の親友でもあるダイエーの監督田淵幸一が「長嶋と長内がトレードに出される可能性がある」と口を滑らせてトレード要員であることが露呈。
1991年に音重鎮・山田和利との交換トレードで山本の同級生の星野仙一が監督を務める中日ドラゴンズへ移籍し、同年は開幕から6番打者に座り打率.286を残すが、、6月8日の大洋戦（札幌）での守備中に右膝靱帯と半月板損傷の大怪我を負い戦列離脱を余儀なくされ、オフには背番号を「4」から「0」に変更した。
1992年には前年より試合数こそ多かったが攻守で精彩を欠き、中盤以降はチーム低迷も相まって先発出場する機会が減っていった。
1993年に宇野勝と共に千葉ロッテマリーンズに移籍するも打撃不振で二軍生活が長かった。日本ハムの多摩川グラウンドで顔を合わせた阪神タイガースの編成部スタッフに声を掛けられ、金銭トレードで同年オフ阪神に移籍、背番号も0が用意される。
1994年阪神では代打の切り札として活躍。しかし翌年以降はチーム低迷による監督が度々変更した以降は自身の衰えも重なり出番も激減する。
1997年限りで現役引退。

### 現役引退後
引退後は、監督の吉田義男からコーチ要請を受け、阪神に留まり、一軍打撃コーチ補佐（1998年 - 2000年）、二軍打撃コーチ（2001年 - 2002年）、一軍守備・走塁コーチ（2003年）を務めた。
阪神コーチ時代は選手の視線に立とうと自らの頭髪を茶色に染める情熱家で、職人肌の打撃極意を体当たりで熱血指導。
2003年オフ、星野の監督辞任、岡田彰布の監督就任により阪神での来期の去就が保留となっていた最中、大の虎党である関西のラジオパーソナリティ唐渡吉則から『落合が電話番号を教えてくれ』と言ってきていると聞き教えたところ、すぐに落合から連絡あり、中日の監督就任にあたりコーチ要請を受ける。阪神退団後は中日で一軍打撃兼外野守備走塁コーチ（2004年 - 2005年）、一軍作戦兼外野守備走塁コーチ（2006年）を歴任。2度のリーグ優勝に貢献した。
2006年オフ、3年契約満了による契約更新無しを言い渡され、2007年と2008年は野球解説者を務めた。韓国プロ野球・三星打撃コーチ（2009年）を経て、2010年より広島時代のチームメイトで二軍監督の高橋慶彦に請われ、ロッテ二軍打撃コーチに就任。
2012年は一軍打撃コーチを務め、角中勝也を育成した。
2013年からは再び二軍打撃コーチを務めた。同年10月20日、本人からの辞意申し出により退団することが決まった。
2014年より中日に一軍外野守備走塁兼打撃コーチとして復帰。
2015年は一軍チーフ打撃兼外野守備走塁コーチとなる。
2016年は二軍外野守備走塁コーチ。
2017年からは一軍外野守備走塁コーチを務めた。
2018年10月18日に翌年の契約を結ばないことが発表された。
2019年はプロスカウトを務め、同年10月1日に同年限りで契約を満了し、退団した。
2020年4月30日より、愛知県犬山市にて麺屋はなびのカレーライス業態店舗の元祖台湾カレー犬山店のオーナーを引き継ぐ。

## 選手としての特徴・人物
抜群の勝負強さとパンチ力が武器の打者。
日本プロ野球史上初めて背番号0をつけた選手である。入団時の背番号は66だったが小さな背番号を望んでいたところ、1982年のナショナルリーグ首位打者、アル・オリバーが背番号0をつけていることを知り、0番着用を古葉竹識に相談したのがきっかけであった。広島の1983年のキャッチフレーズは「ゼロからの出発」であり、長嶋の背番号0がより一層注目を受けることになった。以後も中日・ロッテ・阪神の4球団に在籍して、背番号0をつけなかったのは中日移籍初年度とロッテでの各1年だけである。
愛称はずんぐりした体形とパンチ力のある打撃から「豆タンク」を略した「豆（マメ）」。現役の長嶋を象徴するシーンとして広島時代の1988年9月9日の対中日戦が挙げられる。長冨浩志の度重なるブラッシュボールに仁村徹が激高して乱闘が始まった。このとき長嶋は中日・岩本好広の股間に飛び蹴りを決め、プロ野球珍プレー好プレーでナレーションのみのもんたに「決まって金的～」とナレーションされるシーンがたびたび放送された。当時広島のコーチだった伊勢孝夫は「岩本は後ろから蹴ったり卑怯なことをしていたから今度乱闘になったら岩本を潰そうというのが合言葉になっていた。長嶋清幸はセンターからは走ってきて、2発、3発飛び蹴りしていた。あいつも相当なやんちゃ坊主やで」と述べている。ただし長嶋本人はこの件について、当時の中日に反感があったものの初めから岩本を狙う意図はなく、むしろ岩本と他の中日選手が複数人で高橋慶彦を標的にする動きを目撃、それに憤慨し高橋を守る為に岩本に向かっていったと後年語っている。
また、その時岩本に駆け寄ったのが元広島でその時中日の一軍コーチだった池田英俊である。長嶋はこの乱闘で指を骨折している。また、岩本とは中日移籍後にコーチと選手として同僚となった。

### 不満会見騒動
2004年から中日において、落合博満のヘッド格としてチームを支えていたが、2006年10月28日に球団から3年契約の満了を持って更新しないことを通告された。このため球団内で緊急で記者会見を開き、「（落合監督と親しい）高代さんと、（自分が）仲悪いのは皆、知ってると思う」、「仲良しチームにしないって言っていたが、今はどうなの？公私混同もはなはだしい」と落合と野手総合チーフコーチの高代延博を批判した。この「不満会見」は球団側が許可しており、また落合は長嶋に解雇の理由を「口が裂けても言えない。墓まで持っていく」と告げたとのことである。さらに後日、この年の9月の試合中に監督室にあった落合のバッグが盗難にあい試合後落合が警察から事情聴取される事件があったことから、東京スポーツの記者にこの件と絡めた発言をしたところ、翌日の紙面に「俺は落合監督のバッグ 絶対盗んでいない」と大きく報道される事態となった。同年12月8日より、日刊ゲンダイにて「さらば落合中日」と題した長嶋本人による中日球団を批判するコラムを連載した。なお落合がゼネラル・マネージャーとして中日に復帰した2014年シーズンからは、再び一軍外野守備走塁兼打撃コーチとして復帰している。

## 詳細情報

### 年度別打撃成績
| 年 度      | 球 団      | 試 合 | 打 席 | 打 数 | 得 点 | 安 打 | 二 塁 打 | 三 塁 打 | 本 塁 打 | 塁 打 | 打 点 | 盗 塁 | 盗 塁 死 | 犠 打 | 犠 飛 | 四 球 | 敬 遠 | 死 球 | 三 振 | 併 殺 打 | 打 率 | 出 塁 率 | 長 打 率 | O P S |
| ---------- | ---------- | ----- | ----- | ----- | ----- | ----- | -------- | -------- | -------- | ----- | ----- | ----- | -------- | ----- | ----- | ----- | ----- | ----- | ----- | -------- | ----- | -------- | -------- | ----- |
| 1980       | 広島       | 10    | 11    | 11    | 1     | 4     | 1        | 0        | 1        | 8     | 1     | 0     | 0        | 0     | 0     | 0     | 0     | 0     | 2     | 1        | .364  | .364     | .727     | 1.091 |
| 1981       | 広島       | 36    | 35    | 32    | 1     | 9     | 0        | 0        | 0        | 9     | 3     | 0     | 0        | 0     | 1     | 2     | 0     | 0     | 6     | 1        | .281  | .314     | .281     | .596  |
| 1982       | 広島       | 79    | 178   | 167   | 17    | 44    | 8        | 1        | 2        | 60    | 15    | 1     | 0        | 1     | 1     | 7     | 0     | 2     | 24    | 9        | .263  | .299     | .359     | .659  |
| 1983       | 広島       | 130   | 514   | 464   | 46    | 137   | 24       | 3        | 13       | 206   | 57    | 12    | 4        | 16    | 5     | 22    | 4     | 6     | 58    | 1        | .295  | .332     | .444     | .776  |
| 1984       | 広島       | 125   | 388   | 341   | 48    | 94    | 26       | 2        | 13       | 163   | 43    | 11    | 10       | 13    | 0     | 33    | 3     | 1     | 76    | 3        | .276  | .341     | .478     | .819  |
| 1985       | 広島       | 130   | 529   | 453   | 66    | 132   | 19       | 4        | 15       | 204   | 55    | 14    | 7        | 13    | 4     | 58    | 3     | 1     | 69    | 3        | .291  | .370     | .450     | .820  |
| 1986       | 広島       | 130   | 527   | 482   | 62    | 129   | 29       | 3        | 12       | 200   | 54    | 24    | 7        | 8     | 2     | 35    | 2     | 0     | 92    | 6        | .268  | .316     | .415     | .731  |
| 1987       | 広島       | 128   | 507   | 462   | 54    | 133   | 20       | 5        | 15       | 208   | 53    | 5     | 6        | 12    | 0     | 30    | 0     | 1     | 80    | 5        | .288  | .333     | .450     | .783  |
| 1988       | 広島       | 117   | 437   | 378   | 46    | 87    | 19       | 0        | 9        | 133   | 29    | 5     | 7        | 14    | 1     | 42    | 1     | 1     | 71    | 6        | .230  | .308     | .352     | .660  |
| 1989       | 広島       | 125   | 377   | 332   | 35    | 86    | 18       | 1        | 5        | 121   | 43    | 12    | 5        | 5     | 3     | 35    | 5     | 2     | 85    | 5        | .259  | .331     | .364     | .695  |
| 1990       | 広島       | 115   | 322   | 285   | 37    | 79    | 18       | 1        | 7        | 120   | 39    | 5     | 4        | 7     | 1     | 29    | 0     | 0     | 62    | 2        | .277  | .343     | .421     | .764  |
| 1991       | 中日       | 52    | 180   | 154   | 16    | 44    | 9        | 2        | 4        | 69    | 12    | 3     | 2        | 5     | 1     | 17    | 2     | 0     | 32    | 1        | .286  | .355     | .448     | .803  |
| 1992       | 中日       | 78    | 194   | 175   | 19    | 42    | 5        | 1        | 5        | 64    | 14    | 1     | 0        | 1     | 1     | 17    | 0     | 0     | 32    | 5        | .240  | .306     | .366     | .671  |
| 1993       | ロッテ     | 40    | 80    | 68    | 7     | 11    | 2        | 0        | 1        | 16    | 5     | 0     | 0        | 5     | 0     | 7     | 1     | 0     | 18    | 0        | .162  | .240     | .235     | .475  |
| 1994       | 阪神       | 70    | 132   | 113   | 13    | 35    | 5        | 1        | 4        | 54    | 16    | 0     | 2        | 2     | 1     | 15    | 0     | 1     | 25    | 5        | .310  | .392     | .478     | .870  |
| 1995       | 阪神       | 67    | 88    | 74    | 8     | 18    | 1        | 0        | 0        | 19    | 4     | 1     | 0        | 0     | 1     | 13    | 0     | 0     | 18    | 2        | .243  | .352     | .257     | .609  |
| 1996       | 阪神       | 39    | 38    | 34    | 1     | 7     | 3        | 0        | 1        | 13    | 5     | 0     | 0        | 0     | 0     | 4     | 1     | 0     | 10    | 0        | .206  | .289     | .382     | .672  |
| 1997       | 阪神       | 6     | 6     | 6     | 0     | 0     | 0        | 0        | 0        | 0     | 0     | 0     | 0        | 0     | 0     | 0     | 0     | 0     | 2     | 0        | .000  | .000     | .000     | .000  |
| 通算：18年 | 通算：18年 | 1477  | 4543  | 4031  | 477   | 1091  | 207      | 24       | 107      | 1667  | 448   | 94    | 54       | 102   | 22    | 366   | 22    | 15    | 762   | 55       | .271  | .332     | .414     | .746  |

- 各年度の太字はリーグ最高

### 表彰
- ゴールデングラブ賞：4回（1983年、1984年、1986年、1987年）
- 日本シリーズMVP：1回（1984年）

### 記録
初記録
- 初出場：1980年5月17日、対中日ドラゴンズ6回戦（ナゴヤ球場）、9回表に道原裕幸の代打として出場、金井正幸の前に三振
- 初安打：1980年5月29日、対ヤクルトスワローズ12回戦（広島市民球場）、7回裏に安田猛から
- 初本塁打・初打点：1980年7月17日、対ヤクルトスワローズ20回戦（静岡草薙球場）、6回表に池谷公二郎の代打として出場、尾花高夫からソロ
- 初先発出場：1981年8月16日、対中日ドラゴンズ22回戦（ナゴヤ球場）、1回裏の守備から偵察メンバーの山根和夫に代わり「6番・左翼手」で出場

節目の記録
- 1000試合出場：1989年9月30日、対阪神タイガース23回戦（阪神甲子園球場）、「7番・中堅手」として先発出場 ※史上290人目
- 1000安打：1992年6月10日、対阪神タイガース9回戦（阪神甲子園球場）、2回表に御子柴進から
- 100本塁打：1992年7月31日、対ヤクルトスワローズ15回戦（ナゴヤ球場）、9回裏に岡林洋一からソロ ※史上172人目

### 背番号
- 66（1980年 - 1982年）
- 0（1983年 - 1990年、1992年、1994年 - 1997年）
- 4（1991年）
- 31（1993年）
- 73（1998年 - 2000年、2009年）
- 85（2001年 - 2003年）
- 72（2004年 - 2006年）
- 86（2010年 - 2013年）
- 78（2014年 - 2018年）